# 33936 Johnwells
33936 Johnwells è un asteroide della fascia principale. Scoperto nel 2000, presenta un'orbita caratterizzata da un semiasse maggiore pari a 2,6494231 au e da un'eccentricità di 0,1971971, inclinata di 3,78109° rispetto all'eclittica.
L'asteroide è dedicato all'insegnante statunitense John Wells.